# Gimnasia y Esgrima Santa Fe

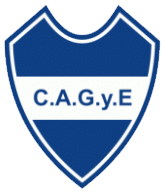
Herb klubu

Club Atlético Gimnasia y Esgrima de Santa Fe – argentyński klub piłkarski z siedzibą w dzielnicy Ciudadela w mieście Santa Fe, leżącym w prowincji Santa Fe.

## Osiągnięcia
- Mistrz ligi prowincjonalnej Liga Santafesina de Fútbol (9): 1927, 1931, 1933, 1944, 1948, 1949, 1978, 2002 Clausura, 2005 Apertura

## Historia
Klub założony został przed rokiem 1927 i gra obecnie w czwartej lidze argentyńskiej Torneo Argentino B.